# Абдельазиз, Ферьяль
Ферьяль Ашраф Абдельазиз (араб. فريال أشرف‎, 16 февраля 1999, Каир) — египетская каратистка, Олимпийская чемпионка игр в Токио.

## Биография
Первый серьезный личный успех пришел к спортсменке в 2019 году, когда она стала серебряным призером Африканских игр в Рабате. В июне 2021 года египтянка, успешно выступив на квалификационном турнире в Париже, заработала путевку на Олимпиаду в Токио, где каратэ дебютировало в программе игр.
На Олимпиаде Абдельазиз победила в категории свыше 61 килограмма, в финале обыграв представительницу Азербайджана Ирину Зарецкую (2:0). Каратистка стала первой египетской спортсменкой, завоевавшей золото на играх (ранее его выигрывали только египтяне).